# Tanystylum hummelincki
Tanystylum hummelincki is een zeespin uit de familie Ammotheidae. De soort behoort tot het geslacht Tanystylum. Tanystylum hummelincki werd in 1954 voor het eerst wetenschappelijk beschreven door Stock. 